# Simeon 1. af Bulgarien
Simeon 1. (864 eller 865 – 25. maj 927), også kaldet Simeon den Store, herskede over Bulgarien fra 893 til sin død i det første bulgarske rige. Simeons succesrige erobringstogter mod byzantinerne, magyarerne og serberne medførte den største territoriale ekspansion nogensinde for Bulgarien og gjorde landet til det mest magtfulde i datidens Østeuropa. Hans regeringstid var endvidere en periode, hvor kulturen blomstrede i uhørt omfang, så den senere er blevet betegnet som guldalderen i bulgarsk kultur.
Under Simeon nåede Bulgariens udstrækning til Ægæerhavet, Adriaterhavet og Sortehavet, og den nye bulgarske hovedstad Preslav blev omtalt som seriøs rival til Konstantinopel med hensyn til handel og intellektuelt niveau. Den bulgarsk-ortodokse kirke, der netop var blevet uafhængig, blev det første patriarkat, siden de oprindelige fem var defineret, og bulgarske glagolitiske oversættelser af kristne tekster blev udbredt over hele den slaviske verden på den tid. Midtvejs i sin regeringsperiode antog Simeon titlen som zar (kejser) som afløser for den hidtidige fyrstetitel.

## Opvækst
Simeon var tredjeældste søn af fyrst Boris 1., som tilhørte Krums dynasti. Da Boris var den regent, der fik gjort bulgarerne kristne, var Simeon kristen hele sit liv. Da hans ældste bror, Vladimir, var retmæssig arving til fyrstetitlen, var det Boris' hensigt skaffe Simeon en høj placering i kirken, gerne ærkebiskop i Bulgarien, og han sendte ham til det førende universitet i Konstantinopel for at modtage teologisk uddannelse, da Simeon var tretten eller fjorten år. Han tog det hebraiske navn Simeon, da han blev optaget som novice i et kloster i Konstantinopel. Under sine omkring ti år i den byzantinske hovedstad modtog han den bedste undervisning, og han studerede retorik efter Demosthenes og Aristoteles. Han lærte også at tale flydende græsk i en sådan grad, at han blev omtalt som "halvgræsk" i byzantinske beretninger. 
Omkring 888 vendte Simeon tilbage til Bulgarien og grundlagde et nyt kongeligt kloster i Preslav, hvor han under vejledning af Naum af Preslav ivrigt engagerede sig i oversættelse af centrale religiøse skrifter fra græsk til oldkirkeslavisk med støtte fra andre studenter fra Konstantinopel. I mellemtiden havde Vladimir efterfulgt Boris, der var gået i kloster, som bulgarsk regent. Vladimir forsøgte at afkristne riget og underskrev muligvis en antibyzantinsk pagt med Arnulf af Kärnten, hvilket pressede Boris tilbage til politik. Boris fik Vladimir fængslet og blindet, hvorpå han udpegede Simeon som ny regent. Dette skete ved en rådssamling i Preslav, som også besluttede, at bulgarsk fremover skulle være officielt stats- og kirkesprog, samt flyttede landets hovedstad fra Pliska til Preslov som understregning af det nylige trosskifte. Det vides ikke, hvorfor Boris valgte Simeon, der var hans tredjeældste søn, frem for den næstældste, Gavril. 

## Handelskrig med Byzans og ungarske invasioner
Med Simeon på tronen sluttede den langvarige fred med Byzans, som hans far havde udvirket. En konflikt brød ud, da den byzantinske kejser Leo den Vise efter sigende under påvirkning af sin elskerinde Zoe Zaoutzaina og hendes far Stylianos Zaoutzes flyttede markedspladsen for bulgarske varer fra Konstantinopel til Thessaloniki, hvor de bulgarske handelsfolk blev hårdt beskattet. Handelsfolkene søgte om støtte fra Simeon, som i første omgang klagede til Leo, der imidlertid ignorerede hans udsending. 
Simeon blev derfor tvunget til handling og invaderede i efteråret 894 det byzantinske rige fra nord. Han mødte ret beskeden modstand, idet størstedelen af de byzantinske styrker var optaget i det østlige Anatolien for at imødegå arabiske invasionsforsøg. Da Leo fik nyheden om Simeons angreb, blev han meget overrasket og sendte en hær af gardister og andre militære enheder fra hovedstaden af sted for at standse ham, men disse tropper blev tvunget tilbage et eller andet sted i det makedonske thema. Bulgarerne tog mange af de khazarske gardister til fange og dræbte mange arkonter, heriblandt hærlederen. Skønt vejen nu lå åben til Konstantinopel vendte Simeon om for at sætte sine tropper ind mod ungarske invasionsstyrker mod nord i hans rige. Bulgarske historikere har siden betegnet disse tildragelser som "den første handelskrig i det middelalderlige Europa".
Ungarernes angreb var opmuntret fra Konstantinopel, der så denne alliance som en mulighed for at imødegå bulgarernes angreb, mens de byzantinske hovedstyrker var optaget på en anden front. De lovede ungarerne støtte fra flådeenheder til at gå over Donau. Leo den Vise har muligvis også indgået en aftale med Arnulf af Kärnten for at sikre sig, at frankerne ikke støttede Simeon mod ungarerne. Desuden trak han en af sine dygtigste hærledere, Nikeforos Fokas, hjem fra Italien for at stå i spidsen for en særlig hær ,til at gå til modangreb på Bulgarien i 895 i den hensigt at jage Simeon en skræk i livet. Simeon, der på det tidspunkt ikke var opmærksom på angrebet fra nord, hastede af sted for at konfrontere Fokas' hær, men de to sider kom aldrig i kamp. I stedet tilbød byzantinerne fred, idet de fortalte Simeon om deres fodfolk og flådeenheder uden at nævne det planlagte ungarske angreb. Simeon stolede dog ikke på den byzantinske udsending og fængslede ham, hvorpå han beordrede de byzantinske flådeenheder ind i Donau, som han så fik spærret inde med reb og kæder for at holde dem der, indtil han han klaret Fokas. 
Trods de besværligheder, indespærringen af skibene indebar, lykkedes det alligevel byzantinerne at transportere ungarernes styrker under ledelse af Liüntika, søn af storfyrste Árpád, over floden, muligvis i nærheden af det nuværende Galaţi, og hjalp dem med at hærge de nærmeste bulgarske områder. Da han omsider fik meddelelse om invasionen, satte Simeon kursen nord for at stoppe ungarerne, idet han lod nogle af tropperne blive tilbage ved sydgrænsen for at imødegå et muligt angreb fra Fokas. Simeons møde med fjenden i det nordlige Dobrogea resulterede i ungarske sejre, som tvang ham tilbage til Silistra. Efter at have hærget store dele af Bulgarien og have nået hovedstaden Preslav vendte ungarerne hjemad, hvilket skete, efter at Simeon havde fået gennemført en våbenhvile med byzantinerne hen imod sommeren 895. Fuldstændig fredsslutning blev udsat, idet Leo krævede løsladelse af fangerne taget af bulgarerne.